# شنل قرمزی (فیلم ۲۰۰۶)
شنل قرمزی (انگلیسی: Red Riding Hood) فیلمی در ژانر موزیکال به کارگردانی راندال کلیسر است. از بازیگران آن می‌توان به دانیال روبوک، دبی مازار، هنری کویل، سونگ-هی لی و لینی کازان اشاره کرد.